# ゲーリング調査局
調査局（ちょうさきょく、独: Forschungsamt, FA）は、ナチス・ドイツの航空省内にもうけられていた盗聴機関。1933年4月10日、航空大臣ヘルマン・ゲーリングの命令で国際電話や国内電話の盗聴を目的として設置され、国内の要注意人物のみならず、外国語に堪能な盗聴者が外交機関や外国企業の電話交信を録音・盗聴した。ゲーリング調査局と通称されることが多い。
1935年からはクリストフ・フォン・ヘッセンが局長を務め、また組織としてはプロイセン州国務長官(Staatssekretär)パウル・ケルナーの元に従属していた。

## 設置まで
調査局の設置はドイツ国会議事堂放火事件の翌日、1933年2月28日に制定された「民族と国家防衛のための緊急令」に基づくとされる。ナチ党の権力掌握後、同大統領令の元で憲法のうち第114条、第115条、第117条、第118条、第123条、第124条、第153条は別途通知があるまでその効力を停止するものとされた。この内、第117条が郵便電信および電話の秘密保持に関するもので、「プライバシーの保持について、郵便電信および電話の秘密は不可侵のものでなくてはならない。その例外は帝国法によってのみ付与されるものとする。刑事訴訟法99条から101条を参照。」と規定されている。民族と国家防衛のための緊急令には、別途通知があるまで憲法117条の運用を中止する旨が明記されている。

## 対日盗聴
1935年1月、山本五十六海軍中将が、日英米三国のロンドン海軍軍縮予備会議参加のために滞欧していた時、彼をベルリンに招き、総統アドルフ・ヒトラーと会見させる計画がドイツ海軍省から大使館付海軍武官の横井忠雄中佐に打診があった。横井中佐は武者小路公共大使に相談したところ、同大使はロンドンの松平恒雄駐英大使に暗号電報でなく、国際電話で相談を持ちかけた。結論は英国を刺激するので、日程が合わないために要望に沿いかねると回答することに決した。
横井中佐がこの結論を伝えるべくドイツ海軍省に出向いた時、用件を切り出す前にドイツ側が「山本提督は都合が悪くて総統と会見できないそうですね。残念です」と挨拶したという。不審に思い、横井中佐が武者小路大使を問い詰めると、ロンドンの松平大使と国際電話で相談したことを告白した。友好国の日本大使館の国際電話も盗聴されていた訳である。大使はその後大島浩陸軍武官や横井忠雄海軍武官の排斥運動の対象となり、同年夏を待たずに賜暇帰朝という名目でベルリンを離れることになる。山本提督は結局、ヒトラーとは会見しなかったが、ベルリンを訪問して海軍総司令官エーリヒ・レーダー提督とは会見した。
もう一つ、盗聴に関する挿話がある。1941年10月から1945年4月までベルリン日本大使館に勤務していた外交官藤山楢一が回想記に綴っている（<  > 内は補足）。
『それにしても　<ドイツの>　秘密警察の手口にはゾッとするものがあった。

　<1944年のベルリン空襲が激しくなってきた頃>　久しぶりに東京の母から　<国際>　電話が入ったときのことである。母はたいしたことはないが腎臓手術のために入院することになったと言い、「ところであなたの方はどうなの」ときいた。わたしが、「昨晩、物凄い空襲があってね」と答えかけた途端、電話がプツリと切れた。そしてドイツなまりの日本語で「そういう話をするなら、この電話はつなぎません」という声が入った。私は、「お聞きのとおり病気の母からの電話です。空襲の件は一切話しませんから、もう一度つないで下さい」と懇願した。「今回限りですよ」という声がきこえて電話は何とかつながった。それにしても日本大使館さえ信用せず、その私用電話まで盗聴しているとは秘密警察も御苦労なことであった。

こういう一件もあって電話も危ないということになった。以後、日本宛の重要な電話については、鹿児島県出身の曾木さんという方が引き受けることになった。東京本省で用意した同じく鹿児島出身の人と完全な鹿児島弁で用件を伝えあうのである。この新手の“暗号”による会話だけは、ドイツ側も“解読”できなかったと戦後になって教えられた。』

## 文献
- 浜田常二良（元「朝日新聞」ベルリン特派員、1935年初夏〜1940年春）『特派員の手記 大戦前夜の外交秘話』千代田書院、1953年
- 藤山楢一『一青年外交官の太平洋戦争 日米開戦のワシントン→ベルリン陥落』新潮社、1989年、ISBN 4-10-373101-X